# アラインメント (言語学)
アラインメント（alignment）、または格配列（かくはいれつ）は、言語学の言語類型論における自動詞や他動詞の主語や目的語の文法上の分類の仕方のことである。言語ごとに異なる分類の仕方がされるが、主要なタイプがいくつか存在する。この文法上の分類は、格の標示や動詞における人称標示といった形態的側面に現れたり、あるいは語順や接置詞などの統語的側面に見られたりする。言語類型論の重要なトピックの一つである。

## S/A/Pのアラインメント

S/A/Pの配列のタイプ

自動詞の取る中心的な項はただ一つ、主語だけである。この項のことを subject（主語）の頭文字から S と略す。
典型的な他動詞には中心的な項が二つ存在する。つまり、意志を持ってその行為を行う動作主を表す名詞句（いわゆる主語）と、その行為の対象となって状態変化を被る被動者を表す名詞句（いわゆる〔直接〕目的語）である。このうち、動作主を表す項を agent の頭文字から A と略し、被動者を表す項を patient の頭文字から P 、あるいは object（目的語）の頭文字から O と表現する。この記事では被動者を表す項は P と略す。
- S：自動詞の主語
- A：他動詞の主語
- P：他動詞の目的語

この3種類の項 (S/A/P) の分類の仕方は言語ごとに異なり、いくつかのタイプに分けられる。理論上想定し得る次の五つのタイプは全て存在するが、三立型と二重斜格型の例は非常に稀である。
- S=A=P：中立型[注釈 2]
- S=A/P：主格・対格型
- S=P/A：能格・絶対格型
- S/A/P：三立型
- S/A=P：二重斜格型

### 中立型
中立型（neutral）のアラインメントでは、S/A/Pを全て同じように扱う。たとえば、中国語普通話ではS「人」、A「张三」、P「李四」のいずれも形態的な格が標示されない。このため、普通話の格組織のアラインメントは中立型であると言える。なお、中国語はSVO語順であり、統語論的には主格・対格型である。統語論的に中立型の言語はSOV/OSV/VSO/VOSといった語順の言語が含まれる。

### 主格・対格型
主格・対格型（nominative-accusative）、略して対格型のアラインメントでは、SとAが同列に扱われ、Pが別扱いされる（S=A/P）。たとえば、ケチュア語ではSとAには何も標識がつかない（∅で表している）が、Pには -ta が付く。このため、ケチュア語の格組織のアラインメントは対格型であると言える。このような格組織のSとAの格を主格、Pの格を対格という。

### 能格・絶対格型
能格・絶対格型（ergative-absolutive）、略して能格型のアラインメントでは、SとPが同列に扱われ、Aが別扱いされる（S=P/A）。たとえばニャングマダ語（オーストラリア諸語のひとつ）では、SとPは何も標示されず、Aは -lu で標示される。ニャングマダ語の格組織は能格型であると言える。このような格組織のSとPの格を絶対格、Aの格を能格と言う。なお、形態的能格性を示す言語でも、統語論は対格的であることが多い。

### 三立型と二重斜格型
三立型（さんりつがた、tripartite）のアラインメントでは、S/A/Pの全てを別扱いする。たとえば、ヒンディー語では一部の名詞句がこのタイプの格標示を受ける。（4）では、Sには何も標示されず、Aは ne で、Pは ko で標示されている。
二重斜格型（double-oblique）のアラインメントでは、AとPが同じように扱われ、Sだけが区別される（S/A=P）。確かな例はロシャニ語（イラン語群）などパミール高原の三つの言語しかない:36。また、これらの言語でも二重斜格型のアラインメントは過去時制のときのみに現れ、現在時制は主格・対格型のアラインメントを持つ。
（5）では「誰」という意味の代名詞が、Sでは čāy という形なのに対して、AとPでは či という形になっている。AとPが同列に扱われ、Sだけが別扱いされている。このアラインメントは他動詞文中和型とも呼ばれる:32。
三立型および二重斜格型の格標示体系は、その他のものに比べて非常に稀である:125。これは、他動詞文における格標示の動機がAとPを区別するためだとすると、AとPのどちらかにSと異なる標識を付ければ事足りるからであると考えられる:125f.。つまり、AとPにそれぞれ別の標識を付けるのは過剰な区別であるために行なわれにくく、反対に、AとPに全く同じ標識を付けてしまうと区別ができなくなるために行なわれにくいと説明できる。

## P/T/Rのアラインメント
「与える」「貸す」のような、典型的な授与動詞の3つの項のうち、授与対象をT、受取手をRとして、Pとのアラインメントを考えると、間接型と二次型がある。日本語の格標示は、PとTを「を」で標示し、Rを別扱いして「に」で標示する、間接型（indirective）のアラインメントである。間接型アラインメントでは、PとTを合わせて直接目的語、Rを間接目的語と呼ぶ。
一方、ヨルバ語の格標示では、PとRは何も標示されず、Tが l’ で標示されている。PとRが同列に扱われ、Tが別扱いを受けているので、二次型（secundative）のアラインメントである。二次型アラインメントのPとRを合わせて一次目的語、Tを二次目的語と言う。

## その他のアラインメントの類型

### 活格型
活格言語と呼ばれる言語では、一部の自動詞の項を他動詞のAとして、またその他の自動詞の項を他動詞のOとして扱う（Sa=A;So=O）。例えばグルジア語では、"Mariamma imğera"「マリアムが歌う」では "Mariamma c'erili dac'era"「マリアムが手紙を書いた」の他動詞主語と共通の格語尾-maが使われるが、"Mariami iq'o Tbilisši revolutsiamde"「マリアムは革命までトビリシにいた」では他動詞目的語の格語尾-iが使われる。このように自動詞の用法は場合によって異なる。この分類は意味的な違いに基づくが、具体的には言語によって異なる。固定されている言語もあるが、意志・制御あるいは話者の共感によって選べるような言語も存在する。

### 分裂能格
分裂能格とは、ひとつの言語において、アスペクトや人称などの条件によって能格構文と対格構文の2種類の構文が使いわけられることをいう。
言語によっては自動詞が動作を表すもの（活動動詞）と状態を表すもの（中立動詞）の2種類に分かれる。前者はまた他動詞でもあり得るが、その行為主体は活動動詞の主語と同形に、行為対象は中立動詞の主語と同形になる。このような言語は前述の活格言語として扱われることが多い。

### フィリピン型
オーストロネシア語族のうち、タガログ語やセブアノ語などのフィリピンの諸言語を始めとして、台湾、ボルネオ島、バリ島、マダガスカル、ミクロネシアなどの地域に分布する「フィリピン型」と呼ばれる言語では、S/A/Pという項の種類と格配列のデフォルトの対応関係が存在しない。例えば次のセブアノ語の文(a)は自動詞文で、S項 bata には ang という標識がある。一方(b)と(c)は他動詞文であるが、(b)ではA項 bata に ang が付き、(c)ではO項 libro に ang が付いている（例文は柴谷 2003:33）。
この(b)と(c)の違いは「能動態」「受動態」と呼ばれることもあるが、対格言語の能動態・受動態とは異なる。むしろ文のどの成分を主題とするかによる違いで、「行為者焦点」「目標焦点」という呼び名が正確である（ゆえにこれらの言語を主題卓越言語と見る説もある）。このようにフィリピン型言語では他動詞構文が唯一でないために、格配列は一つに決まらない。どちらの格配列でも2つの格が用いられる。例えばタガログ語の場合、行為者焦点動詞の行為者と目標焦点動詞の目標は同じ形態であり、行為者焦点動詞の被行為者と目標焦点動詞の行為者もまた同じ形態（属格）である。このほかに「場所焦点」や「受益者焦点」などがあるが、これらは基本的な形式ではないとの考えもある。